# Dave Sisler
David Michael Sisler dit Dave Sisler (Saint-Louis (Missouri), 16 octobre 1931 - Saint-Louis (Missouri), 9 janvier 2011) est un joueur américain de baseball évoluant en Ligue majeure de 1956 à 1962. Ce lanceur droitier est le fils de George Sisler et le frère de Dick Sisler.

## Carrière
Dave Sisler pratique le basket-ball et la baseball lors de ses études supérieures à l'Université de Princeton. Il s'engage avec les Red Sox de Boston en 1953 puis évolue trois saisons en Ligues mineures avant d'effectuer ses débuts en Ligue majeure le 21 avril 1956. Sisler joue alors principalement comme lanceur partant. Avec les Red Sox, il prend part à 94 parties dont 58 comme partant.
Il est échangé aux Tigers de Détroit le 2 mai 1959 avec Ted Lepcio en retour de Billy Hoeft. Devenu lanceur de relève, il passe ensuite chez les Senators de Washington, nouvelle franchise, à l'occasion de la draft d'expansion du 14 décembre 1960 avant d'être Transféré chez les Reds de Cincinnati le 28 novembre 1961.
Sisler est le lanceur formé à Princeton ayant disputé le plus de matchs en Ligue majeure.
Il joue en Ligues mineures en 1963 avec les San Diego Padres, club de la Pacific Coast League (AAA), affilié aux Reds de Cincinnati.
Sa carrière de joueur professionnel de baseball achevée, il devient un administrateur de la société financière A. G. Edwards.
Atteint d'un cancer de la prostate, il meurt le 9 janvier 2011. 